# Tahiti (paquebot)
Pour les articles homonymes, voir Tahiti (homonymie).
Le RMS Tahiti est un navire de la Royal Mail britannique, un paquebot et un cargo réfrigéré. Il est lancé en 1904 en Écosse sous le nom de RMS Port Kingston pour une filiale des lignes Elder Dempster. En 1911, l'Union Steam Ship Company of New Zealand Limited l'achète et le rebaptise Tahiti.
Pendant la Première Guerre mondiale, il est réquisitionné par l'armée et devient un navire de transport de troupes. En 1918, une épidémie de grippe espagnole entraîne une mortalité exceptionnellement élevée parmi les troupes à bord du navire. Après la guerre, il est rendu à ses propriétaires.
En 1927, le Tahiti entre en collision avec un ferry dans le port de Sydney, tuant 40 passagers. En 1930, leTahiti coule sans faire de morts dans l'océan Pacifique Sud en raison d'inondations causées par un arbre d'hélice cassé.

## Début de carrière
Alexander Stephen and Sons de Govan sur le fleuve Clyde construit le navire pour l'Imperial Direct West Mail Company, qui est une filiale de Elder Dempster Shipping Limited (en). Il est lancé le 19 avril 1904 sous le nom de Port Kingston et achevé en août de la même année.
Il possède des couchettes pour 277 passagers de première classe, 97 de deuxième classe et 141 de troisième classe sur quatre ponts. L'équipage est de 135 personnes. Il a des cales réfrigérées d'une capacité de 1 030 m3.
Il assure la liaison entre Bristol et Kingston, qu'il peut couvrir en dix jours et demi. Le Port Kingston s'échoue lors du tremblement de Kingston de 1907 (en), mais il renfloué avec succès. Il est retiré du service en 1910.

## Vers la Nouvelle-Zélande
En 1911, l'Union Steam Ship Company of New Zealand Limited achète le Port Kingston, le fait rénover à Bristol et le renomme Tahiti,. Il est destiné à la route Sydney-San Francisco via Wellington, Rarotonga et Tahiti. Il entame son premier voyage sur sa nouvelle route le 11 novembre 1911,.

## Première Guerre mondiale
Lorsque la Première Guerre mondiale débute en 1914, le Tahiti est réquisitionné comme navire de transport de troupes et devient le HMNZT Tahiti,. Il fait partie du convoi transportant le premier détachement des forces expéditionnaires impériales australiennes et néo-zélandaises et qui quitte la baie King George Sound à Albany en Australie occidentale le 1er novembre 1914. Le 11 septembre 1915, il atteint Wellington avec les premières victimes de la campagne de Gallipoli.

## La pandémie de grippe de 1918
Le Tahiti quitte la Nouvelle-Zélande le 10 juillet 1918 avec 1 117 soldats à bord et 100 membres d'équipage, à destination de l'Angleterre. Lorsqu'il rejoint le reste de son convoi à Freetown, en Sierra Leone, des rapports indiquent que des personnes sont atteintes de la grippe espagnole à terre. Cela entraîne un ordre de quarantaine pour les navires. Cependant, les navires sont réapprovisionnés par des travailleurs locaux, et les officiers assistent à une conférence à bord du croiseur marchand armé HMS Mantua (en), qui avait connu une épidémie de grippe trois semaines auparavant.
Les premiers soldats souffrant de la grippe espagnole commencent à se présenter à l'hôpital à bord du Tahiti le 26 août, le jour où il quitte Freetown. À son arrivée à Devonport le 10 septembre, 68 hommes sont morts et neuf autres décèdent par la suite, soit un taux de mortalité global de 68,9 hommes pour 1 000. On estime que plus de 1 000 des personnes à bord ont été infectées par la maladie. Une enquête ultérieure révèle que la mortalité est la plus élevée chez les plus de 40 ans et que les plus de 25 ans ont une mortalité plus élevée que les moins de 25 ans. La mortalité est également plus élevée chez ceux qui dormaient dans des lits superposés plutôt que dans des hamacs.
La conclusion de l'enquête est que la surpopulation et la mauvaise ventilation ont contribué au taux d'infection et au nombre de décès exceptionnellement élevés. Il s'agit de l'une des pires épidémies mondiales de la pandémie de 1918/19, tant en termes de morbidité que de mortalité.

## La catastrophe de Greycliffe

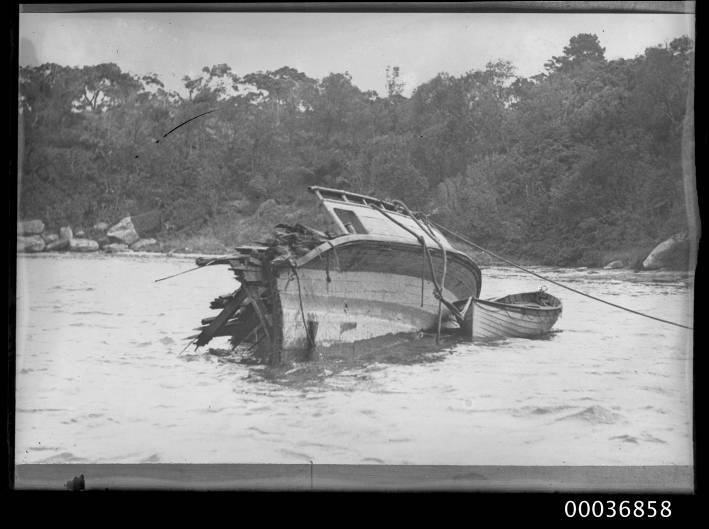
Section de coque du ferry Greycliffe' traînée jusqu'à Whiting Beach, dans le port de Sydney.

En 1919, le Tahiti est rendu à ses propriétaires et ses fours sont convertis pour bruler du mazout à la place du charbon. En 1920, il effectue un voyage vers Vancouver, en Colombie-Britannique. L'année suivante, il reprend la route de San Francisco.
Le 3 novembre 1927, il entre en collision avec le ferry Greycliffe (en) dans la baie Watsons au large de Bradleys Head dans le port de Sydney. Le ferry, bondé, est coupé en deux et coule en trois minutes. Sur les 120 passagers du ferry, 40 sont tués.

## Naufrage

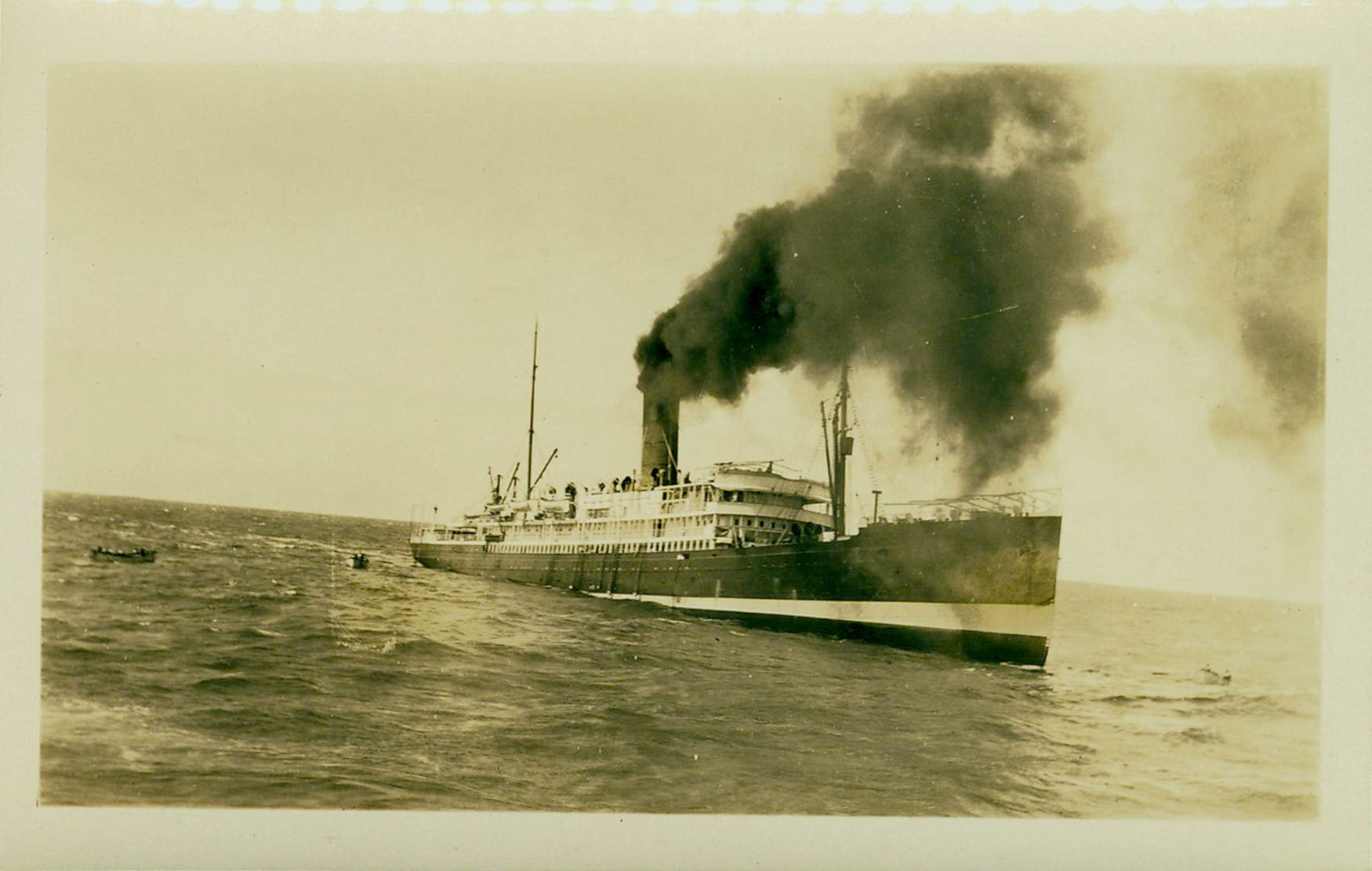
Canots de sauvetage transportants des passagers depuis le Tahiti lors du naufrage le 17 août 1930.

Le 12 août 1930, le Tahiti, transportant 103 passagers, 149 membres et 500 tonnes de marchandises générales, quitte Wellington pour poursuivre un voyage de Sydney à San Francisco. Il se trouve à environ 480 milles marins (890 km) au sud-ouest de Rarotonga par 20° 43′ S, 166° 16′ Oà 4 h 30 le 15 août 1930 lorsque son arbre d'hélice tribord se brise, ouvrant un grand trou dans sa poupe et provoquant une inondation rapide. Son opérateur radio transmet un appel de détresse, lance des fusées de détresse, prépare les passagers à la possibilité d'abandonner le navire et combat l'inondation dans un effort pour sauver le navire.
À 22 h 30 le 16 août, le navire à vapeur norvégien Penybryn arrive pour prêter assistance. Le Penybryn se tient près de Tahiti dans la nuit du 16 au 17 août, ses projecteurs éclairant le Tahiti et ses canots sont prêts à porter assistance aux passagers et à l'équipage du Tahiti en cas de besoin.
À 9 h 30 le 17 août, les passagers et une partie de l'équipage du Tahiti abandonnent le navire, toutes les embarcations de sauvetage étant parties en 13 minutes. Une partie de son équipage reste à bord afin de poursuivre les efforts pour ralentir l'inondation. Le navire à vapeur américain Ventura, qui vient d'arriver sur les lieux, signale qu'il peut prendre à son bord les passagers et l'équipage du Tahiti, et il les récupère peu après leur abandon du navire. Les membres de l'équipage du Tahiti, aidés par un canot du Penybryn, retournent ensuite à bord des canots du Tahiti et commencent à essayer de sauver le courrier et les bagages de première classe du navire en perdition.
À 13 h 35 le 17 août, le Tahiti s'enfonce rapidement, et il devient trop dangereux pour son équipage de rester à bord. Il abandonne le navire, après avoir sauvé les papiers et les lingots du navire. Le Tahiti coule, sans perte de vie, à 16 h 42 le 17 août 1930 par 24° 44′ S, 166° 15′ O
, à environ 460 milles nautiques (850 km) de Rarotonga,,.

## Cour d'enquête
Une cour d'enquête convoquée à Wellington publie ses conclusions sur le naufrage dans un rapport le 15 septembre 1930. Le rapport est publié par la Commission du Commerce du Royaume-Uni à Londres le 11 décembre 1930. Le tribunal conclut que le naufrage est dû à la rupture de l'arbre d'hélice tribord qui a non seulement perforé la coque du Tahiti à l'arrière, laissant entrer l'eau dans le tunnel de l'arbre - ce que le tribunal a considéré comme une chance de survie - mais a également percé la cloison qui sépare le tunnel de l'arbre de la salle des machines et de la cale numéro 3. Le tribunal estime que ce dernier trou a finalement provoqué le naufrage du navire, car le poids croissant de l'eau qui envahissait le tunnel d'arbre a élargi le trou dans la cloison malgré les efforts de l'équipage pour contenir l'inondation et a fini par anéantir ses efforts de contrôle des dommages.
Le tribunal estime que l'équipage et les fonctionnaires qui ont certifié la conformité du navire aux normes de navigabilité n'ont rien à se reprocher dans le naufrage. Il déclare que la rupture d'un arbre d'hélice est un événement courant en mer, mais que le niveau des dommages subis par le Tahiti lors de la rupture de son arbre d'hélice est extrêmement rare, et détermine que le naufrage du Tahiti est « dû à un péril de la mer qu'aucune prudence ou prévoyance humaine raisonnable n'aurait pu éviter ».
Le tribunal félicite le capitaine du Tahiti, TA Toten, pour avoir fait preuve d'une « ressource et d'un jugement précis et froid dignes des plus grands éloges », déclare que « tous les officiers sous ses ordres ont répondu à l'exemple qu'il a donné » et note les efforts du personnel d'ingénierie du navire, en déclarant :

« Les mécaniciens et le personnel de la salle des machines et de la soute à combustible qui leur sont subordonnés ont dû faire face à l'essentiel de la lutte. Pendant près de soixante heures, sans sommeil et sans répit, les mécaniciens ont dirigé et mené un courageux combat perdu d'avance contre les eaux implacables, travaillant pendant de longues périodes au fond de l'eau et dans un danger imminent d'effondrement de la cloison tendue et partiellement déchirée qui emprisonnait le mur d'eau au-dessus d'eux. C'est grâce à leur courage et à leur endurance que le capitaine a pu retarder jusqu'au moment propice l'ordre final d'abandonner le navire. »

Le tribunal conclut son rapport en déclarant « Nous estimons qu'il est de notre devoir de consigner cette appréciation de la conduite du capitaine et de tous ceux qui lui sont subordonnés ».